# 1965-ös Vuelta ciclista a España
Az 1965-ös Vuelta ciclista a España volt a 20. spanyol országúti kerékpáros  körverseny. 1965. április 29-e és május 16-a között rendezték. A verseny össztávja 3409 km volt, és 18 szakaszból állt. Végső győztes a német Rolf Wolfshohl lett.

## Végeredmény
|    | Versenyző               | Csapat                | Idő           |
| -- | ----------------------- | --------------------- | ------------- |
| 1  | Rolf Wolfshohl          | Mercier-BP-Hutchinson | 92 óra 36' 03 |
| 2  | Raymond Poulidor        | Mercier-BP-Hutchinson | 6' 36         |
| 3  | Rik Van Looy            | Solo-Superia          | 8' 55         |
| 4  | Fernando Manzaneque     | Ferrys                | 12' 48        |
| 5  | Carloes Echevarria      | Kas                   | 15' 54        |
| 6  | Francisco Gabica        | Kas                   | 20' 03        |
| 7  | Hans Junkermann         | Inuri-Margnat         | 20' 13        |
| 8  | Jean Claude Wuillemin   | Ford-Gitane           | 20' 13        |
| 9  | Antonio Gomez Del Moral | Kas                   | 23' 04        |
| 10 | Federico Bahamontes     | Inuri-Margnat         | 23' 13        |